# Peter Grimes
Peter Grimes ist eine Oper von Benjamin Britten in einem Prolog und drei Akten. Die Oper wurde 1945 uraufgeführt und spielt an der Ostküste Englands um 1830.

## Handlung

### Prolog
Eine gerichtliche Voruntersuchung: Peter Grimes’ Lehrling ist tot. Der Fischer Grimes wird des Mordes verdächtigt. Die anwesende Menge lässt keinen Zweifel, dass sie Grimes für schuldig hält.
Ohne Gerichtsverfahren erklärt der Untersuchungsrichter den Tod für einen Unfall, legt Grimes jedoch nahe, keinen neuen Lehrling anzunehmen. Ellen Orford und Peter Grimes bleiben allein im Gerichtssaal zurück. Sie beschwichtigt und tröstet ihn.

### Erster Akt
Grimes pocht darauf, dass er dringend die Hilfe eines Lehrlings braucht. Kapitän Balstrode versucht vergeblich, ihn davon abzubringen. Der Apotheker Ned Keene vermittelt ihm einen Jungen aus dem Armenhaus. Ellen ist als einzige bereit, trotz des aufziehenden Sturmes und der erwarteten Springflut den Jungen ins Dorf zu begleiten. Im Gasthaus spürt Grimes die deutliche Ablehnung der Dorfbewohner, als er seinen neuen Lehrling übernehmen will. Nur Ellen steht zu ihm.

### Zweiter Akt
Spuren von Gewalt am neuen Lehrling John machen die Dorfbewohner misstrauisch. Ellen will den Jungen zum Sprechen bringen, doch er schweigt. Ihr Traum von einem neuen Anfang, der ihr auch die Heirat mit Grimes ermöglichen würde, verfliegt.
In seiner Hütte nahe den Klippen bereitet Grimes sich zur Ausfahrt vor, da er überzeugt ist, heute einen großen Fang zu machen und danach Ellen ehelichen zu können. Als er hört, dass die Dorfbewohner zur Hütte kommen, wirft er dem Jungen vor, Ellen angelogen zu haben. Voller Schrecken schickt er ihn durch eine Seitentür; dieser stürzt die Klippe hinunter und stirbt. Nur Balstrode erfährt vom Tod des Jungen.

### Dritter Akt
Gerüchte besagen, Grimes habe seinen Lehrling umgebracht. Ellen und Balstrode versuchen, Peter zu helfen, kommen aber gegen die Menschenmenge nicht an, die wütend nach Rache ruft: «Wer sich abseits stellt und uns verachtet, den vernichten wir». Grimes verfällt dem Wahnsinn. Ellen kann ihn nicht mehr erreichen. Balstrode rät ihm, aufs Meer zu rudern und sich mitsamt seinem Boot zu versenken.
Die Dorfbewohner sehen in weiter Ferne ein Boot sinken. Ihr Leben nimmt davon unbeeinflusst seinen Lauf.

## Entstehung
„Die meiste Zeit meines Lebens verbrachte ich in engem Kontakt mit dem Meer. Das Haus meiner Eltern in Lowestoft blickte direkt auf die See, und zu den Erlebnissen meiner Kindheit gehörten die wilden Stürme, die oftmals Schiffe an unsere Küste warfen und ganze Strecken der benachbarten Klippen wegrissen. Als ich «Peter Grimes» schrieb, ging es mir darum, meinem Wissen um den ewigen Kampf der Männer und Frauen, die ihr Leben, ihren Lebensunterhalt dem Meer abtrotzten, Ausdruck zu verleihen – trotz aller Problematik, ein derart universelles Thema dramatisch darzustellen.“

## Musik
Besonders hervorzuheben sind die Orchesterzwischenspiele zwischen den einzelnen Bildern. Sehr expressiv und ausdrucksstark, zeichnen sie das Bild des englischen Meeres an der Ostküste – bedrohlich, gewaltig, düster und unberechenbar gefährlich. Vier davon veröffentlichte Britten später unter dem Titel Four Sea Interludes.
Die Partie des Peter Grimes erfordert einen Sänger, der große Strapazen bewältigen kann, und wird deshalb oft von Wagner-Sängern gesungen. Ellen Orfords berührendste Szene entsteht, als sie über ihre handgefertigte Stickerei in der Jacke des Jungen sinniert, der ums Leben gekommen ist (Embroidery scene).

## Diskographie (Auswahl)
- 1958: Benjamin Britten (Dirigent), Orchester und Chor des Royal Opera House Covent Garden, Peter Pears (Peter Grimes), Claire Watson (Ellen Orford), James Pease (Captain Balstrode), Jean Watson (Auntie), Owen Brannigan (Swallow), Lauris Elms (Mrs. Sedley), Geraint Evans (Ned Keene), David Kelly (Hobson). Decca 414577.
- 1978: Colin Davis (Dirigent), Orchester und Chor des Royal Opera House Covent Garden, Jon Vickers (Peter Grimes), Heather Harper (Ellen Orford), Jonathan Summers (Captain Balstrode), Elizabeth Bainbridge (Auntie), Forbes Robinson (Swallow), Patricia Payne (Mrs. Sedley), Thomas Allan (Ned Keene), Richard Van Allan (Hobson). Philips 462847.
- 1992: Bernard Haitink (Dirigent), Orchester und Chor des Royal Opera House Covent Garden, Anthony Rolfe Johnson (Peter Grimes), Felicity Lott (Ellen Orford), Thomas Allen (Captain Balstrode), Patricia Payne (Auntie), Stafford Dean (Swallow), Sarah Walker (Mrs. Sedley), Simon Keenlyside (Ned Keene), David Wilson-Johnson (Hobson). EMI Classics 5483222.
- 1995: Richard Hickox (Dirigent), City of London Sinfonia, London Symphony Orchestra Chorus, Philip Langridge (Peter Grimes), Janice Watson (Ellen Orford), Alan Opie (Captain Balstrode), Ameral Gunson (Auntie), John Connell (Swallow), Anne Collins (Mrs. Sedley), Roderick Williams (Ned Keene), Matthew Best (Hobson). Chandos 9447.
- 1995: Peter Grimes, Regie: Barry Gavin, BBC-Fernsehfilm mit Philip Langridge in der Hauptrolle.[1]

## Auszeichnungen
- Die Inszenierung von Elisabeth Stöppler im Musiktheater im Revier in der Saison 2008/2009 erhielt den Götz-Friedrich-Preis für Regie.
- Die am Theater an der Wien 2015 aufgeführte Inszenierung von Christof Loy (Dirigat: Cornelius Meister) erhielt 2016 den International Opera Award.